# Birdsville Track
Der Birdsville Track ist eine unbefestigte Straße im australischen Outback. Die Straße ist 517 Kilometer lang und verbindet den südaustralischen Ort Marree mit Birdsville im Süden von Queensland. Dabei durchquert die Straße die Tirariwüste, die Sturts Steinige Wüste und die Strzelecki-Wüste.

## Geschichte
Die Straße entstand in den 1860er-Jahren, um den Viehtrieb von Norden Queenslands und dem Nordterritorium zu den nächsten Eisenbahnverbindungen in Port Augusta und später Marree zu ermöglichen. Bald wurde der Track auch eine wichtige Route für die Post zu abgelegenen Orten und Farmen.
Bis in die 1930er Jahre war die Straße nur für Viehtriebe und Kamelkarawanen passierbar. Dieser Tage wird die Route regelmäßig unterhalten und gilt als gut befahrbar, insbesondere nach Regenfällen kann aber die Passage problematisch sein. Mungeranie, ein Weiler mit drei Einwohnern 204 Kilometer nördlich von Marree, ist der einzige Platz, wo Fahrzeuge betankt werden können.

## Verlauf
In  Marree zweigt der Birdsville Track vom Oodnadatta Track (D95) nach Nord-Nordosten ab. Zwischen den Ruinen der Siedlung Lake Harry am gleichnamigen Salzsee und Clayton durchquert der Birdsville Track den Dingozaun. Weiter nördlich, bei Etadunna, überquert er den Cooper Creek und führt anschließend nach Norden durch die Wüste Tirari Desert hindurch. Dort liegt auch Mungeranie, wo nach Nordwesten eine 51 km lange Stichstraße nach Kalamurina abzweigt und die einzige Tankmöglichkeit auf dem Weg nach Birdsville besteht.
Weiter führt der Weg durch die Sturts Steinige Wüste bis nach Clifton Hills am Warburton Creek. Kurz vor Erreichen der Siedlung biegt der Warburton Track nach Westen in die Simpsonwüste ab. Von Clifton Hills aus führt die Straße in weitem Bogen nach Osten und dann nach Norden um die unpassierbare Goyder Lagoon herum und durch die Strzelecki-Wüste. Fast an ihrem östlichsten Punkt zweigt nach Süden die Walkers Crossing Road, eine Piste Richtung Innamincka, ab. Pandie Pandie am Nordende der Goyder Lagoon ist die letzte Gemeinde auf dem Staatsgebiet von South Australia. Ca. 10 km nach Überschreiten der Grenze nach Queensland endet der Birdsville Track in Birdsville.
Der höchste Punkt im Verlauf des Highways liegt auf 51 m, der niedrigste auf 27 m.

## The Back of Beyond
Die 1954 gefertigte Produktion The Back of Beyond des australischen Dokumentarfilm-Pioniers John Heyer beschreibt anhand des dadurch selbst legendär gewordenen Postfahrers Tom Kruse (1914–2011) den Birdsville Track in eindrucksvoller Weise. Eine historische Nachstellung des australischen Fernsehens von 2001 mit dem noch lebenden Kruse, betitelt
Last Mail from Birdsville wurde ebenso ein großer Erfolg.